# Лиден, Вальтер
Андерс Вальтер Лиден (швед. Anders Walter Lidén; Пустой шаблон {{ВД-Преамбула}} ) — шведский футболист, полузащитник. Выступал за национальную сборную Швеции. Участник Олимпийских игр 1908 года.

## Биография
На клубном уровне выступал за «Гётеборг». В 1907 году был отстранён от игр на один год в связи с неявкой на матч сборной Гётеборга против «Эргрюте», однако позднее дисквалификация была отменена Шведским футбольным союзом. В составе клуба в 1908 году стал чемпионом Швеции.
В октябре 1908 года был в составе сборной Швеции на Олимпийских играх 1908 года. На турнире принял участие в одной встрече с Нидерландами, завершившейся поражением шведов со счётом 0:2.
В общей сложности провёл за сборную Швеции два матча.
Умер в Гётеборге 13 января 1969 года.

## Личная жизнь
Был женат на сестре Эрика Ельма, также выступавшего за «Гётеборг» и сборную Швеции.

## Достижения
Гётеборг
- Чемпион Швеции: 1908